# Frans 3. af Bretagne
Frans 3. af Bretagne (født 28. februar 1518 i Amboise nær Tours i nutidens Indre-et-Loire – død 10.august 1536 i Tournon-sur-Rhône nær Privas i nutidens Ardèche) var kronprins (dauphin) af Frankrig, og han var den næstsidste regererende hertug af Bretagne.
Efter Frans's død opstod der rygter om, at han var blevet forgiftet .

## Forfædre
Frans 3. af Bretagne var søn Frans 1. af Frankrig.
Han var sønnesøn af Karl af Angoulême og Louise af Savoyen samt dattersøn af Ludvig 12. af Frankrig.
Frans 3. af Bretagne var oldesøn af Johan den gode af Orléans og Karl 1., hertug af Orléans samt tipoldesøn af Ludvig af Valois, hertug af Orléans.

## Bretagne indlemmes i Frankrig
Frans 3. arvede Bretagne fra sin mor. Tidligere havde Frans 3.s mormor arvet landet fra Frans's oldefar.
Gennem flere generationer var den bretagneske hertugslægt og den franske kongeslægt blevet gift ind i hinanden.
Forskellen var, at i Frankrig gjaldt den saliske arvelov, der kun tillod mænd at arve kongetronen. Derimod kunne Bretagne arves af både mænd og kvinder.
Efter fransk pres indsatte stænderforsamlingen i Bretagne i 1532 Frans's yngre bror Henrik af Valois (den senere kong Henrik 2. af Frankrig) som tronfølger i Bretagne. Samtidig kom den saliske arvelov også til at gælde for Bretagne. Derefter blev landet en del af Frankrig, dog blev den fuldstændige centralisering først gennemført i 1790.